# Evidence
Evidence é um filme norte-americano de 1915, do gênero drama, dirigido e estrelado por Edwin August e lançado pelo World Film Company. Todas ou algumas partes do filme podem ter sido filmadas em cores, como um dos locais como Kinemacolor Studios, em Flushing, Queens, Nova Iorque. O filme é baseado na peça de Broadway, Evidence, lançado em 1914. Atriz Haidee Wright reprisa seu papel da peça neste filme. O filme é considerado pedido.

## Elenco
- Edwin August - Curley Lushington
- Lillian Tucker - Lady Una Wimbourne
- Haidee Wright - Duquesa de Gillingham
- Florence Hackett - Mrs. Ebengham
- Richard Temple - Capitão Pollock
- Lionel Pape - Bertie Stavely
- Richard Buhler - Lord Cyril Wimbourne
- Maurice Steuart - Abington 'Bing' Wimbourne (não creditado)